# Wołodymyr Dudarenko
Wołodymyr Iwanowycz Dudarenko, ukr. Володимир Іванович Дударенко, ros. Владимир Иванович Дударенко, Władimir Iwanowicz Dudarienko (ur. 6 lutego 1946 w Równem, zm. 18 maja 2017 tamże) – radziecki i ukraiński piłkarz, grający na pozycji napastnika, reprezentant ZSRR, trener piłkarski.

## Kariera piłkarska

### Kariera klubowa
Wychowanek klubu Kołhospnyk Równe, w barwach którego w 1963 rozpoczął karierę piłkarską. W 1966 otrzymał wezwanie przed komisję poborową i został skierowany do służby w klubie wojskowym SKA Lwów, który trenował Siergiej Szaposznikow. W 1967 trener awansował do centralnego szczebla do klubu CSKA Moskwa i zabrał ze sobą Dudarenka. W CSKA Dudarenko natychmiast stał się podstawowym piłkarzem zespołu. Rok 1970 był dla niego najbardziej udanym sezonem, w którym został mistrzem ZSRR. Był jednym z bohaterów drugiego meczu finałowego przeciwko Dinama Moskwa. W 11 minucie meczu po uderzeniu obrońcy CSKA Jurija Istomina bramkarz Dinama Władimir Pilguj nie potrafił zafiksować piłkę i Dudarenko otworzył wynik w meczu. [3] Ostateczny wynik meczu 4:3 dla CSKA. W 1975 roku powrócił do lwowskiego SKA, który już zmienił nazwę i siedzibę, a w 1977 roku zakończył w nim karierze piłkarską.

### Kariera reprezentacyjna
W 1971 rozegrał 2 mecze towarzyskie w barwach narodowej reprezentacji ZSRR z Salwadorem i Meksykiem.

## Kariera trenerska
Po zakończeniu kariery piłkarskiej rozpoczął karierę piłkarską. W 1979 objął stanowisko głównego trenera w SKA Lwów. Potem pomagał trenować lwowski wojskowy klub. W 1993 prowadził żeński klub piłkarski Lwowianka Lwów. Jego młodszy brat Mykoła również piłkarz i trener piłkarski.

## Sukcesy i odznaczenia

### Sukcesy klubowe
- mistrz ZSRR: 1970

### Sukcesy indywidualne
- wybrany do listy 33 najlepszych piłkarzy roku w ZSRR: Nr 2 (1970)

### Odznaczenia
- tytuł Mistrza Sportu ZSRR: 1967